# Hearthstone
Hearthstone (també conegut com a Heroes of Warcraft) és un videojoc de cartes col·leccionables digital en línia basat en l'univers Warcraft i els seus personatges creat per l'empresa Blizzard Entertainment. És de descàrrega gratuïta, encara que amb petites compres opcionals per accelerar el ritme d'avanç de col·lecció de cartes i accés a continguts extra.
El joc va ser anunciat el 22 de març de 2013, però durant el PAX East 2013 es va presentar una demo que no es va publicar oficialment fins l'11 de març de 2014. Actualment està disponible per a Windows, OS X i dispositius mòbils iOS i Android. A més de la col·lecció de cartes inicials bàsiques, Hearthstone introdueix de manera regular expansions i aventures amb noves cartes.

## Desenvolupament del joc
Hearthstone s'esbossa bàsicament com un duel de dos mags on l'objectiu és acabar amb els punts de vida del rival abans que ell acabi amb els propis, ja sigui mitjançant encanteris, invocant criatures permanents que li facin mal cada torn i entrin en combat amb les seves, equipant armes que permetin atacar-se a un mateix, a l'heroi o esgotant la seva baralla de cartes restants.
Els jugadors poden triar jugar com un dels nou herois èpics Warcraft i després fan torns per jugar a les cartes de les seves baralles personalitzables per llançar atacs i encanteris, l'ús d'armes o habilitats heroiques, o convocar personatges de gran abast per aixafar al seu oponent.
Cada heroi té 30 punts de salut i si la seva salut es redueix a zero l'heroi es destrueix i el jugador que el controla perd la partida.
Al començament de cada torn, el jugador roba una nova carta de la seva baralla, una col·lecció de 30 cartes seleccionades abans de la batalla. Els jugadors poden jugar usant una de les diverses baralles ja fetes, "bàsiques", o una de les seves pròpies baralles personalitzades.
Durant el seu torn cada jugador pot triar jugar en qualsevol de les seves cartes, utilitzar el seu poder heroic, ordenar als seus subordinats per atacar blancs, o fins i tot utilitzar el seu atac heroic directament si tenen una arma equipada.
Cada jugador comença el joc amb 1 vidre de poder i guanya un més a l'inici de cada torn fins que arriben a un màxim de 10 vidres. Tot el manà d'un jugador es regenera al començament del seu torn (tots els seus vidres es renoven). El manà restant no utilitzat al final del torn no es transfereix a la següent ronda.
Completant una partida atorgaràs experiència d'heroi a cada jugador, augmentant a poc a poc el seu nivell i permetent-los l'accés a les cartes addicionals. Mentre que subscriure's a un partit premiarà els dos jugadors amb experiència, guanyar partits ofereix recompenses addicionals.

## Modes de joc

### Mode Jugar
Consisteix en combatre amb jugadors reals (en línia) usant la teva baralla de cartes personalitzada o amb la baralla predeterminada de cada heroi. Aquest mode es pot disputar de dues formes: normal i per rang, l'única diferencia es que en el mode rang t'enfrontes amb gent que estigui en una posició aproximada, pel que sol ser més equitatiu (hi ha excepcions, com després del reset). Hi ha 25 rangs, del 25 al 21 no es perden estrelles quan es perd. Al final de la temporada es dona una recompensa, com millor rang es tingui millor serà la recompensa. En mode aficionat l'oponent és completament a l'atzar i no hi ha recompenses ni rangs.

### Mode Arena
Abans de començar s'ha de triar l'heroi que representi el jugador dins el camp de batalla. Per a això hi ha tres guerrers diferents per a triar.
Després d'haver triat el personatge, es reben tres cartes de les quals se'n pot triar només una per a afegir a la baralla. Després d'haver repetit aquest procediment 30 vegades, quedarà definida la baralla de cartes amb què es jugarà. Aquest mètode obliga els jugadors a escollir una baralla de cartes totalment diferent i a dissenyar noves estratègies sobre la marxa segons les cartes que te toquin.
En comptes de les típiques batalles de sempre, amb la baralla de sempre, a Hearthstone s'ha de demostrar habilitat i destresa no només triant la millor baralla sinó també utilitzant noves cartes que no formen part de la col·lecció personal.
Per a entrar a l'Arena hi ha dues opcions: ja sigui a canvi de monedes d'or del joc o amb diners reals.
Després de tres derrotes o de nou victòries a l'Arena, s'ha abandonar el camp de batalla i caldrà pagar novament el cost de la inscripció per a poder tornar. D'aquesta manera, també s'eliminaran les configuracions que s'hagin realitzat; així com l'heroi i la baralla de cartes.
Per cada ronda guanyada una de les claus augmentarà el seu poder, fet que millorarà de manera significativa la qualitat de totes les recompenses futures. Després de fer això nou vegades s'aconsegueix accés a la gran clau mestra que et donarà més possibilitats de ser recompensat amb or, pols Arcana, així com cartes i paquets especials.

### Mode aventura
Són modes per a un sol jugador contra oponents controlats per la intel·ligència artificial, amb una temàtica d'aventura. En el mode Aventura, el jugador tracta de derrotar els caps per tal de desbloquejar noves cartes. Els enfrontaments amb caps compten amb elements de diàleg únic. Cada expansió obre un nou mode d'aventura.

### Mode duel
Aquest mode permet desafiar un company o amic a una partida ràpida, o simplement provar les noves cartes aconseguides. Hearthstone està connectat a Battle.net, cosa que permet fer una partida amb un amic des de la llista d'amics.

### La taverna
Cada setmana, una nova Baralla de taverna permet lluitar contra un altre jugador seguint unes regles úniques. Baralles predeterminades, crear baralles pròpies tot seguint les instruccions de la taverna, jugar només amb llegendàries, i altres reptes.

### Mode Battlegrounds
Introduït en novembre de 2019, el jugador competeix amb set oponents, cadascun fent el mateix, amb rondes que consisteixen en la lluita de les criatures pròpies contra les de l'enemic fins que només queda un equip. El guanyador fa mal a l'oponent, i tothom torna a la botiga per tornar-lo a provar, repetint-se fins que només queda un dels vuit jugadors. Aquest ritme fa que el focus es concentri menys en l'ordre de joc o en la decisió d'atacar com en el Hearthstone tradicional, i més sobre la col·locació i l'estratègia de compra de criatures.

## Missions
Cada dia apareixen noves missions aleatòries que es poden realitzar amb la finalitat d'adquirir Or. Les missions poden donar entre 40 i 100 monedes d'Or, o sobres, i cada dia es pot canviar una missió.

## Herois
Cada heroi té associat un poder d'heroi que costa sempre dos vidres i l'efecte combina amb l'estil de joc de la seva classe.
Druida: Els druides són els protectors de la natura i d'ella aconsegueixen el seu poder en una simbiosi gairebé perfecta. Aquesta doble faceta de protectors i companys en el combat està reflectida per la seva habilitat, que garanteix 1 d'atac i 1 d'armadura fins al final del torn. Normalment les baralles especialitzades en druides contenen criatures grans i amb una gran capacitat defensiva.
Caçador: Hunter o Caçador és conegut per la seva agressivitat en el combat a llarg abast. La seva habilitat està dissenyada per drenar la vida de l'enemic ràpidament. Això garanteix dos punts de dany per dos vidres, un cop per torn. Les baralles d'aquesta classe són en general ràpides i agressives per poder infligir el major dany possible a l'enemic i després seguir utilitzant l'habilitat de poder.
Mag: Són els mestres de la màgia, els especialistes en el dany directe. Els seus encanteris són els que posseeixen un major valor. La seva habilitat permet desencadenar una bola de foc que atorga 1 punt de dany al blanc seleccionat a canvi de dos vidres.
Paladí: Combatent més militaritzat. El seu poder d'heroi li permet invocar una criatura 1/1 en tots els torns, és a dir, un soldat amb 1 d'atac i 1 de defensa disposat a morir per Uther Lightbringer.
Sacerdot: Són els mestres de la curació i la preservació, una classe forta en els encanteris, però que aconsegueix ser molt competent a causa de la capacitat per curar les seves criatures ferides. El seu poder d'heroi li permet curar dos punts de dany en qualsevol criatura de la taula.
Murri: El murri ("rogue") és un ésser silenciós capaç de dur a terme tota mena de maniobres per lliurar-se del seu enemic. L'habilitat de la seva classe permet invocar una arma amb 1 punt de poder i 2 de durabilitat, de manera que és útil durant dos torns.
Xaman: El xaman utilitza el món espiritual juntament amb els elements per crear les seves tàctiques de combat. Pot invocar 4 tòtems, cada un amb la seva particularitat. En conjunt amb les criatures normals són una cosa a tenir en compte, tot i que l'aleatorietat, com sempre, converteix el desenllaç en imprevisible.
Bruixot: Els bruixots són els mags de les forces fosques i usen les energies demoníaques per ampliar els seus poders. L'habilitat de Gul'donen li permet comprar una carta addicional per torn pel cost de 2 punts de vida i de dos vidres, com de costum. Això permet a la classe tenir una immediata avantatge en les cartes, però posa l'heroi en perill més ràpidament.
Guerrer: El guerrer és una màquina de combat amb una gran capacitat ofensiva i una armadura imponent. A més, la còlera el converteix en un personatge encara més poderós i agressiu. El poder de l'heroi ofereix al guerrer 2 punts d'armadura permanent per dos vidres.
Caçador de dimonis Introduida en 2020 amb l'expansió Ashes to Outland, és una classe basada en armes, amb nombrosos encanteris i efectes de batalla.
Es poden canviar els herois clàssics per uns altres amb animacions, que tenen les mateixes habilitats que els altres.

## Cartes
Les cartes es classifiquen per la raresa, la classe i la sèrie. Existeixen cinc rareses (lliure, comú, rara, èpica i llegendària). Desencantant les cartes addicionals de la col·lecció es rep la pols Arcana, que es pot utilitzar per fabricar altres cartes. Quan més alta sigui la categoria de la carta més pols Arcana costarà desencantar-la. La majoria de les cartes també estan disponibles en una versió d'or, una millora purament estètica. Tot i que la majoria de les cartes estan disponibles per als herois de totes les classes, moltes de les cartes són exclusives de cada heroi.
Les cartes que es poden obtenir pels jugadors també es divideixen en diversos grups: clàssic, recompensa, promoció, diversos de l'expansió base, conjunts d'aventura i expansions.
Blizzard ha adoptat els cicles anuals per identificar quan les expansions es publiquen i es retiren del format estàndard, podent jugar-se en el format Wild, mentre que cartes clàssiques poden ser mogudes al Hall of Fame.